# Aa schickendanzii
Aa schickendanzii är en orkidéart som beskrevs av Rudolf Schlechter. Aa schickendanzii ingår i släktet Aa och familjen orkidéer. Inga underarter finns listade i Catalogue of Life.